# Nyctidromus
Nyctidromus és un gènere d'ocells de la família dels caprimúlgids (Caprimulgidae).

## Taxonomia
Segons la Classificació del Congrés Ornitològic Internacional (versió 3.4, 2013) aquest gènere està format per dues espècies:
- enganyapastors pauraque (Nyctidromus albicollis).
- enganyapastors d'Anthony (Nyctidromus anthonyi).